# Hohe Promenade

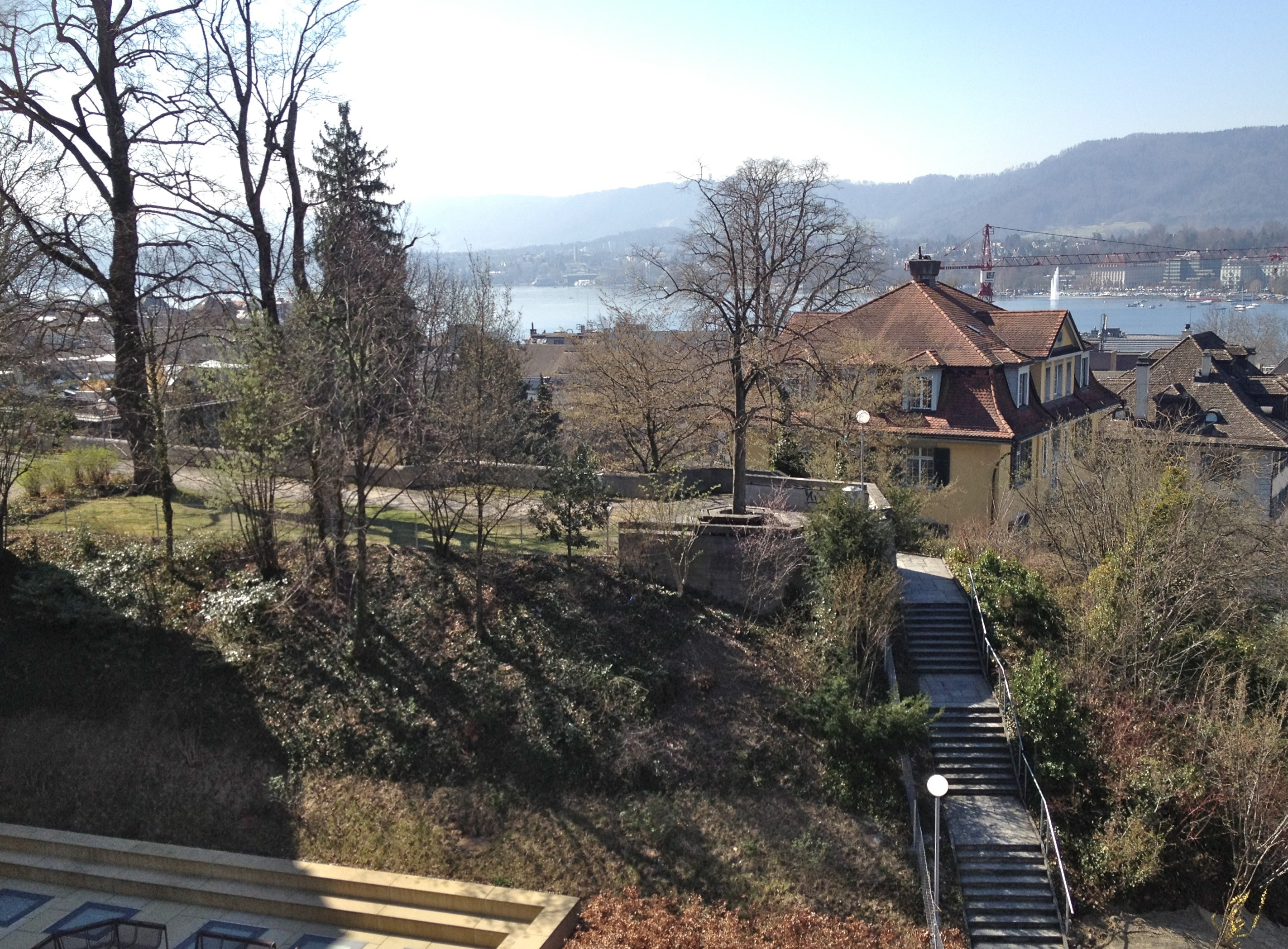
Blick über die Terrasse des Promenadenhügels Richtung Südwesten

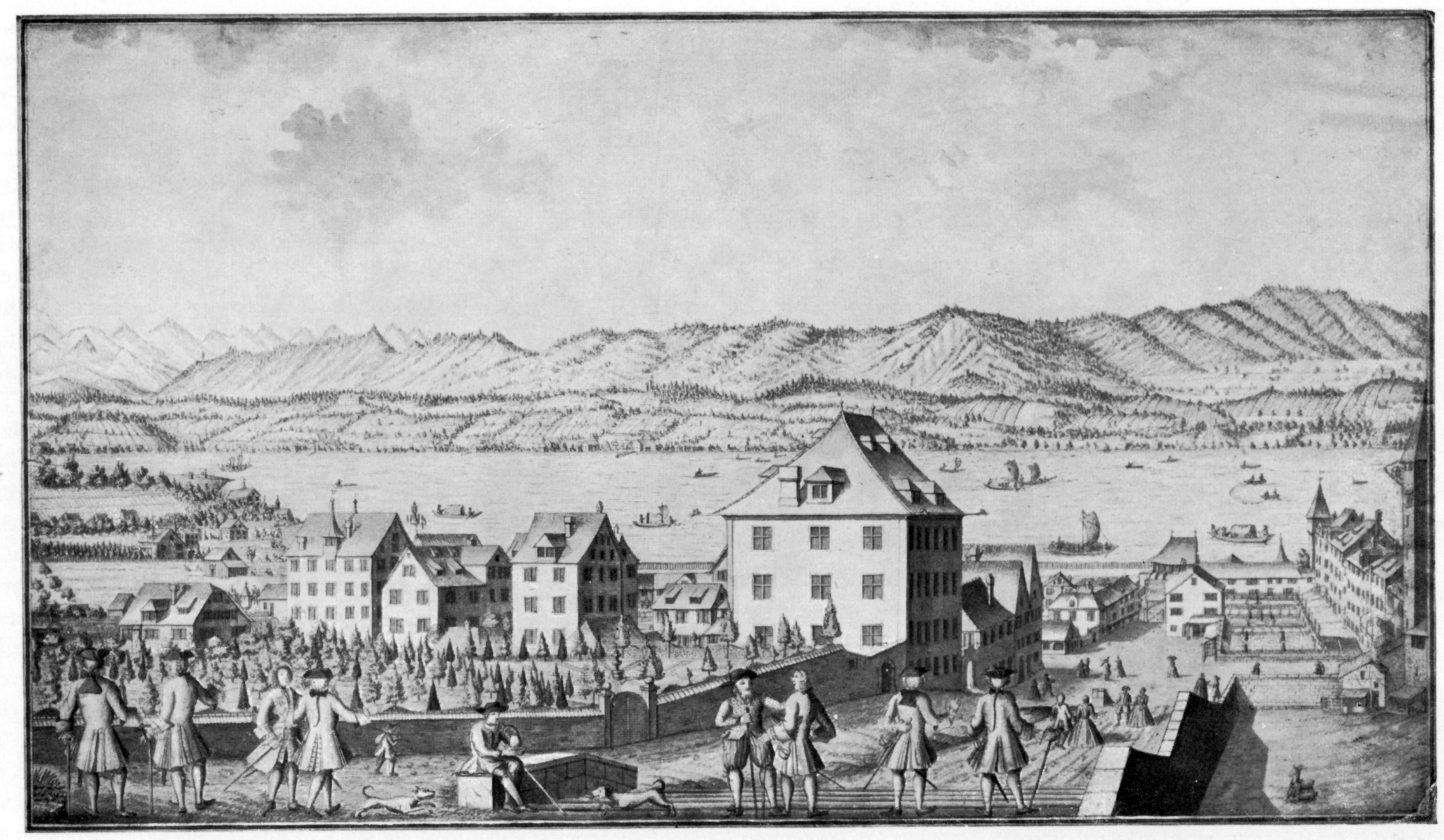
Blick von der Hohen Promenade auf das Haus «zum Garten» und die Stadelhofer Vorstadt, um 1750

Der Promenadenhügel liegt im Stadtkreis 1 in Zürich in der Schweiz. Er wird von Rämistrasse, Olgastrasse, Schanzengasse und Zeltweg eingegrenzt und von Promenadengasse und Wettingerwies überquert.
Der Hügel ist eine Seitenmoräne des Linthgletschers aus der letzten Eiszeit (vor ca. 18'000 Jahren). Der früher Geissberg genannte Hügel zog sich vor dem Bau des Einschnitts der Rämistrasse weiter nach Norden.
Verschiedene Einrichtungen sind eng mit dem Namen «Hohe Promenade» verbunden:
- Kantonsschule Hohe Promenade
- Kantonsschule Stadelhofen
- Parkhaus Hohe Promenade
- Privatfriedhof Hohe Promenade

Auf der Hohen Promenade wurde 1489 der Zürcher Bürgermeister Hans Waldmann hingerichtet. Ab 1643 wurde auf dem Hügel das Geissbergbollwerk der dritten Stadtbefestigung gebaut. Das Bollwerk wurde schon um 1784 abgetragen, auf dem Hügel eine Promenade mit Bäumen angelegt, die noch heute ein kleiner Park ist. Der Spazierweg bot früher einen guten Blick über die Stadt und den See bis zu den Alpen. Ab 1848 wurden Friedhöfe auf dem Hügel angelegt. 1848 wurde das Nägelidenkmal für den Zürcher Komponisten und Musikverleger Hans Georg Nägeli eingeweiht. 1875 wurde die Höhere Töchterschule eröffnet (heute die Kantonsschule Hohe Promenade).
Literarisch wurde die allgemeine, nicht auf den Hügel der Hohen Promenade konkret bezogene, aber dort sehr anschaulich vorhandene geographische Nähe von Schule und Friedhof von Hermann Burger in seinem Buch Schilten aufgegriffen.